# پنگوئن ماژلان
پنگوئن ماژلان یکی از گونه‌های پنگوئن از آمریکای جنوبی است که در نواحی ساحلی آرژانتین، شیلی و جزایر فالکلند زیسته و گروهی از آنان نیز به برزیل مهاجرت کرده‌اند. پنگوئن‌های ماژلان، پرشمارترین پنگوئن‌های سردهٔ پنگوئن‌های گوه‌ای یا پنگوئن‌های نواردار محسوب می‌شوند و نزدیک‌ترین خویشاوندان آن‌ها، پنگوئن آفریقایی، پنگوئن هومبولت و پنگوئن جزایر گالاپاگوس است.

## مشخصات
پنگوئن‌های ماژلان دارای جثه‌ای متوسط بوده و قدی بین ۶۱ تا ۶۷ سانتی‌متر و وزنی بین ۲٫۷ تا ۶٫۵ کیلوگرم دارند. پنگوئن‌های نر از ماده‌ها بزرگ‌ترند و هر دو پرنده به هنگام پرورش جوجه‌ها بخشی از وزن خود را از دست می‌دهند.
پشت پنگوئن‌های ماژلان بالغ سیاه و شکمشان سفید رنگ است و دو نوار سیاه رنگ بین سر و سینه‌شان قرار دارد که نوار پایینی شبیه نعل اسب وارونه است. سر پرنده نیز سیاه بوده و یک نوار پهن سفیدرنگ از بالای چشم‌ها تا زیر گلو کشیده شده‌است.
عمر پنگوئن‌های ماژلان در طبیعت به ۲۵ سال و در اسارت به ۳۰ سال نیز می‌رسد.

## تغذیه
پنگوئن‌های ماژلان در آب تغذیه کرده و به صورت گله‌های بزرگ به شکار ماهیان مرکب، ساردین، کریل و دیگر سخت‌پوستان می‌پردازند. از آنجایی که این پرندگان همراه با شکار خود آب شور اقیانوس را نیز فرومی‌دهند، غده‌ای در بدنشان برای تصفیهٔ نمک به وجود آمده‌است.

## تولید مثل

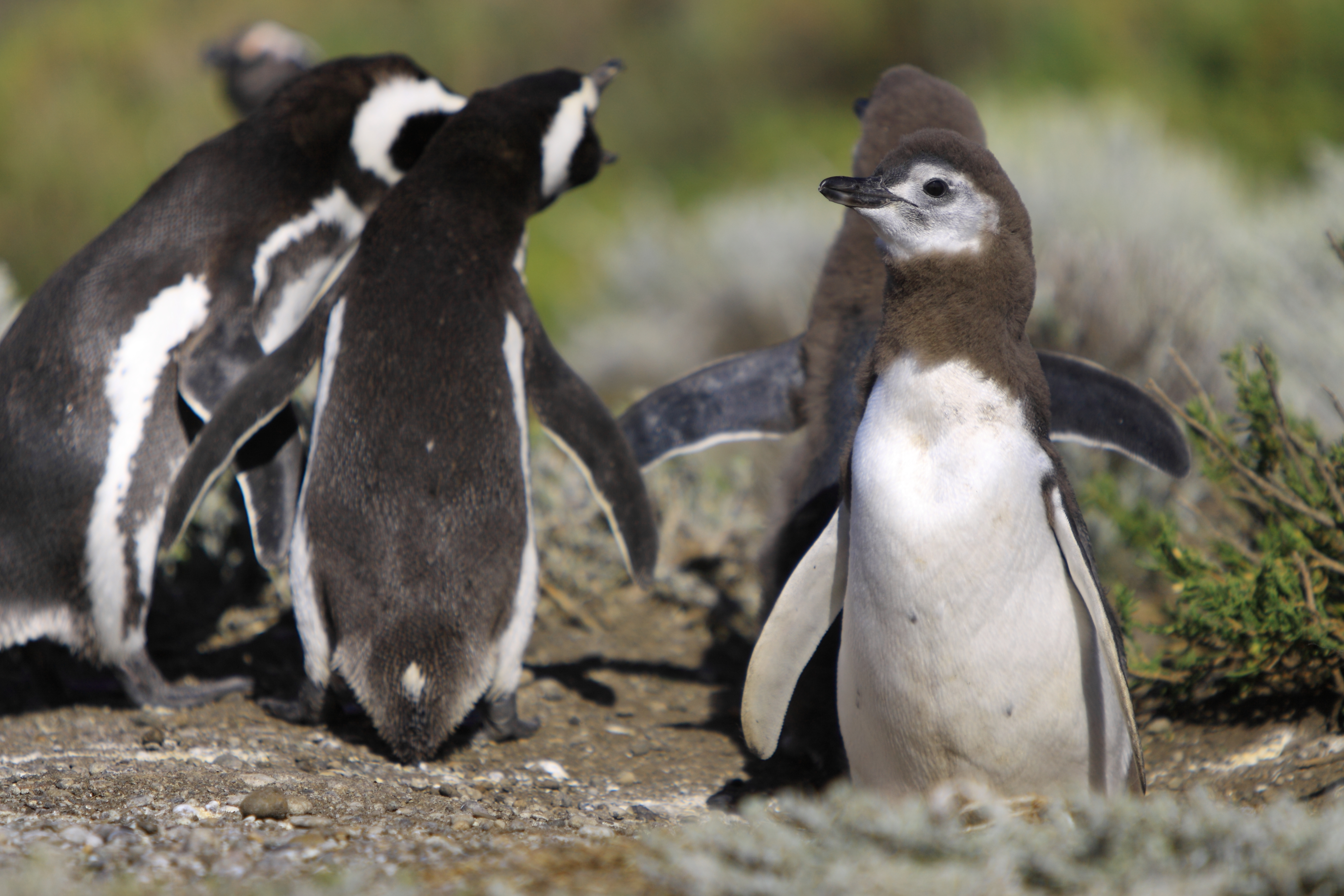
پنگوئن ماژلان

پنگوئن‌های ماژلان در فصل تولیدمثل اقدام به لانه‌سازی به‌صورت کلونی در سواحل آرژانتین، جنوب شیلی و جزایر فالکلند می‌کنند که این مناطق گنجایش ۲۰ لانه در هر ۱۰۰۰ متر مربع را دارند. یکی از بزرگ‌ترین این کلونی‌ها را می‌توان در شبه‌جزیرهٔ پونتا تومبو واقع در جنوب آرژانتین در اقیانوس اطلس مشاهده نمود. لانه‌ها در زیر بوته‌ها یا در زیر زمین ساخته می‌شوند و پنگوئن ماده دو تخم در آن‌ها می‌گذارد. ۳۹ تا ۴۲ روز طول می‌کشد تا تخم‌ها به جوجه تبدیل شوند و هر دو پرندهٔ نر و ماده در شیفت‌های ۱۰–۱۵ روزه بر روی تخم‌ها می‌نشینند تا آن‌ها را گرم نگه دارند. پس از تولد جوجه‌ها والدین به مدت ۲۹ روز از آن‌ها مراقبت کرده و هر ۲–۳ روز به آن‌ها غذا می‌دهند.
پنگوئن‌های ماژلان هرساله با همان جفت همیشگیشان اقدام به جفت‌گیری می‌نمایند. پرندهٔ نر در لانهٔ سال پیش به انتظار جفت ماده‌اش می‌نشیند و پرندهٔ ماده از روی صدای پنگوئن نر جفت خود را تشخیص می‌دهد.

## وضعیت بقا
با وجود این‌که هنوز میلیون‌ها پنگوئن ماژلان در سواحل شیلی و آرژانتین زندگی می‌کنند اما گونهٔ آن‌ها در معرض تهدید قرار دارد. لکه‌های نفتی جدی‌ترین تهدید برای کلونی‌های آن‌ها به‌شمار می‌رود و سالانه موجب مرگ ۲۰ هزار پنگوئن بالغ و ۲۲ هزار پنگوئن جوان در سواحل آرژانتین می‌شود. همچنین کاهش جمعیت ماهیان و شکار شدن جوجه‌پنگوئن‌ها توسط شیرهای دریایی و مرع‌های باران عظیم‌الجثه نیز تأثیر سویی بر جمعیت پنگوئن‌ها داشته‌است.

## نگارخانه

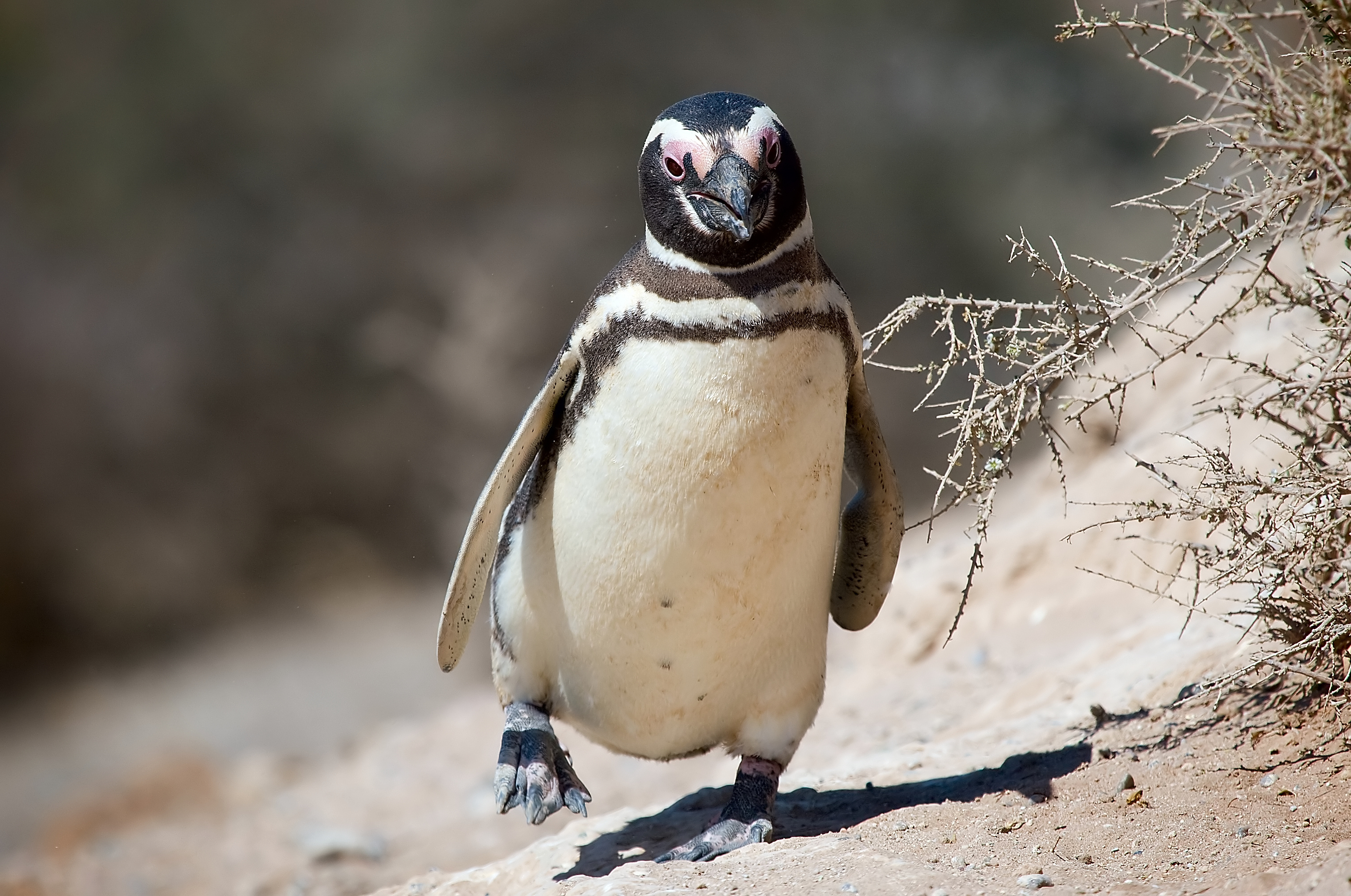
پنگوئن ماژلان در شبه‌جزیره والدز، آرژانتین
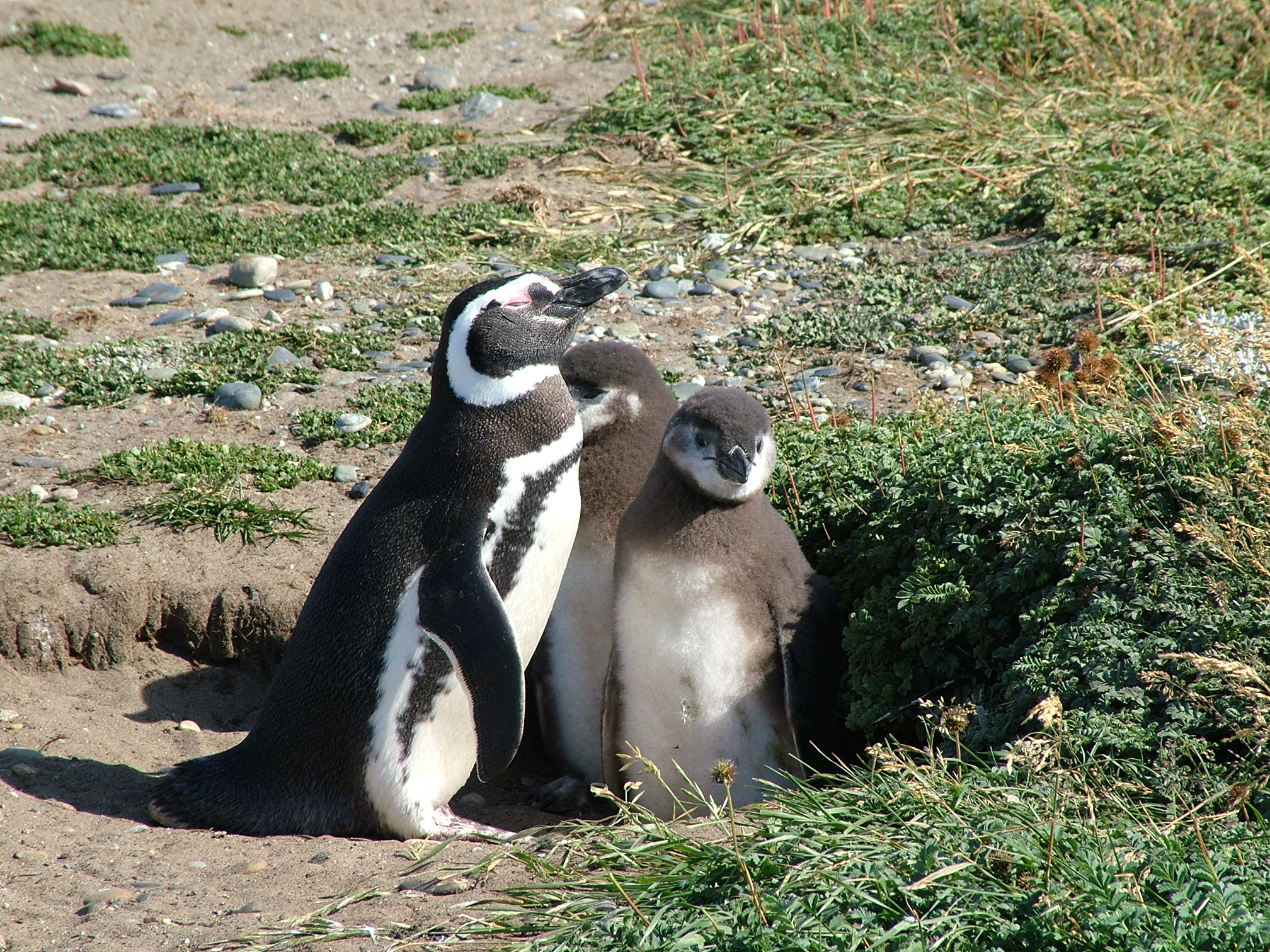
پنگوئن ماژلان و جوجه‌هایش در پاتاگونیا، شیلی
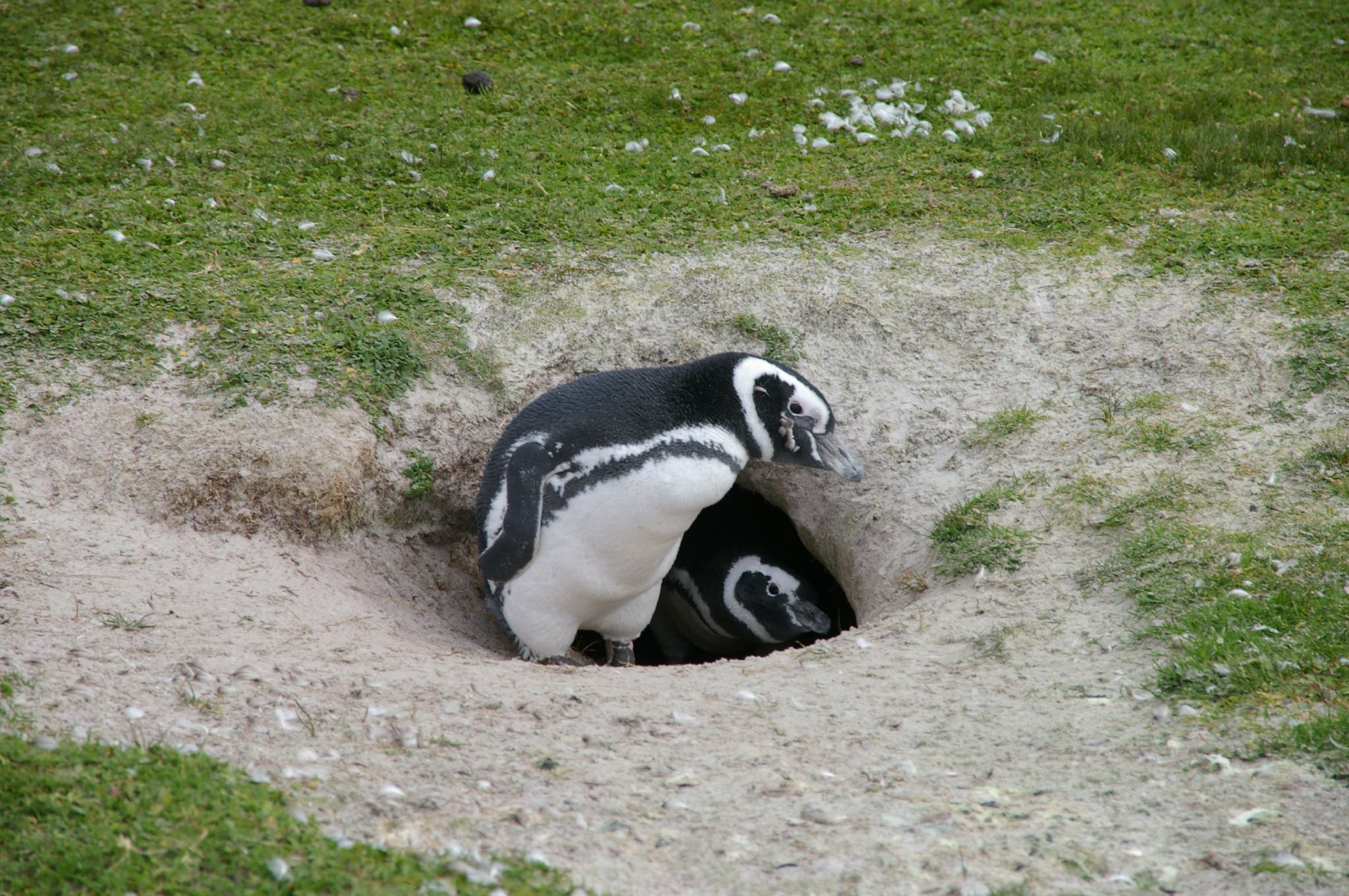
یک جفت پنگوئن ماژلان در لانهٔ خود در جزایر فالکلند شرقی
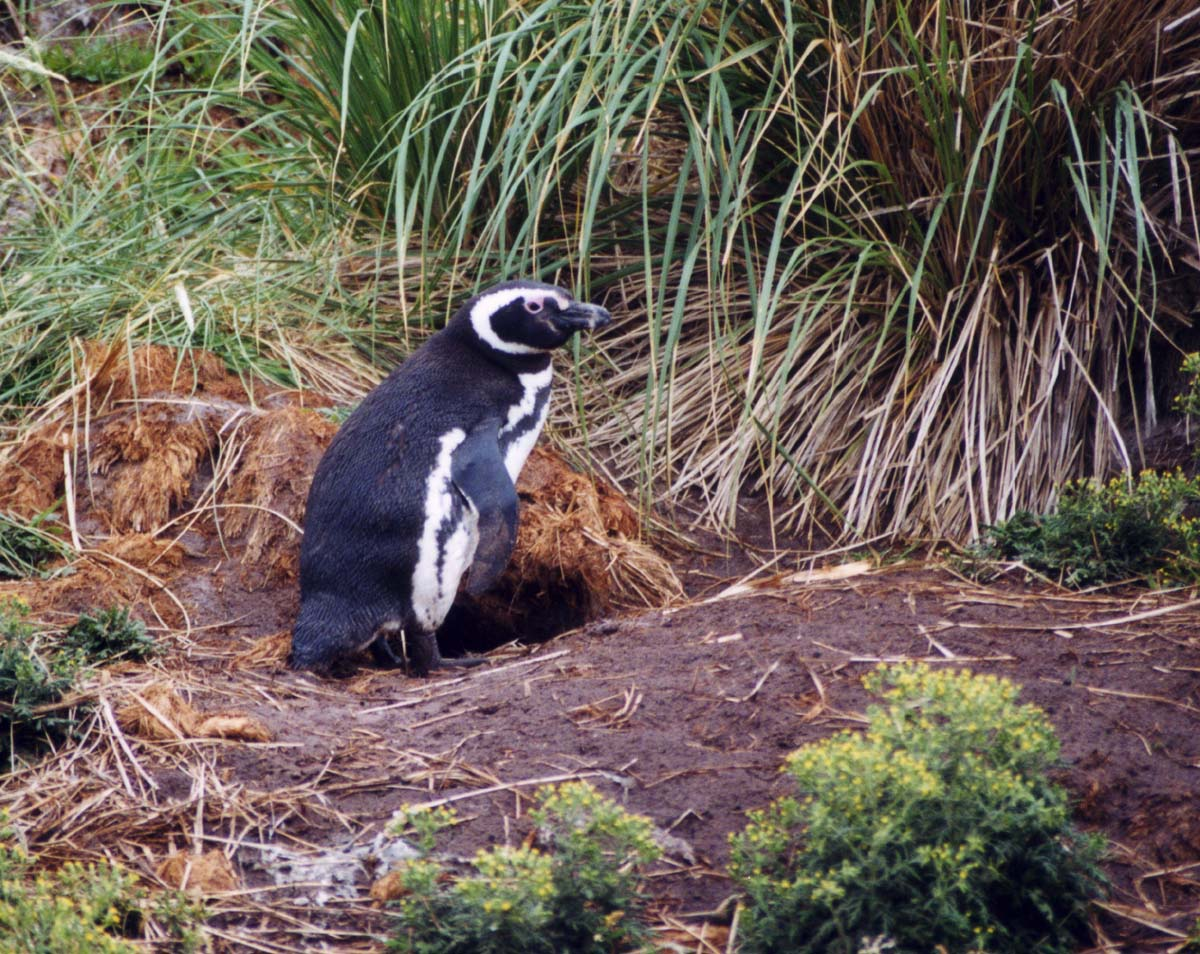
پنگوئن ماژلان در جزیرهٔ کاراکاس از جزایر فالکلند